# Wołodymyr Dziuba
Wołodymyr Wołodymyrowycz Dziuba, ukr. Володимир Володимирович Дзюба (ur. 24 stycznia 1947 w Stanisławowie, zm. 11 lutego 2020) – ukraiński piłkarz, grający na pozycji napastnika, trener piłkarski.

## Kariera piłkarska

### Kariera klubowa
Zaczął grać w piłkę nożną w Winnicy, dokąd przeniosła się rodzina w 1962 roku. W 1969 rozpoczął karierę piłkarską w klubie Łokomotyw Winnica. W 1974 roku został zaproszony do Czornomorca Odessa, ale strzelił tylko 2 gola i następnym sezon spędził w drużynie rezerw odeskiego klubu. Latem 1975 powrócił do Łokomotywu Winnica. Potem służył w wojsku, grając w drużynie Południowej Grupy Wojsk na Węgrzech. Po zwolnieniu z wojska powrócił do winnickiego klubu, który zmienił nazwę na Nywa Winnica. W 1980 zakończył karierę piłkarską.

## Kariera trenerska
Karierę szkoleniowca rozpoczął po zakończeniu kariery piłkarza. Trenował amatorski zespół Podilla Kirnasiw. Od 1995 do 2007 przez 12 lat pracował na stanowisku Prezesa Obwodowego Związku Piłki Nożnej w Winnicy.

## Sukcesy i odznaczenia

### Sukcesy piłkarskie
Łokomotyw Winnica
- wicemistrz Ukraińskiej SRR: 1970

### Sukcesy indywidualne
- król strzelców Łokomotywu Winnica: 1971, 1972, 1973, 1976, 1979